# (15921) Kintaikyo
(15921) Kintaikyo est un astéroïde de la ceinture principale.

## Description
(15921) Kintaikyo est un astéroïde de la ceinture principale. Il fut découvert le 1er novembre 1997 à Kuma Kogen par Akimasa Nakamura. Il présente une orbite caractérisée par un demi-grand axe de 2,31 UA, une excentricité de 0,12 et une inclinaison de 6,4° par rapport à l'écliptique.

## Compléments